# Forza Motorsport 7
Forza Motorsport 7 est un jeu vidéo de course automobile développé par Turn 10 et publié par Microsoft Studios, il est sorti le 3 octobre 2017 sur Xbox One et Windows. 

## Système de jeu
Forza Motorsport 7 est une simulation automobile dans laquelle plusieurs modes sont proposés. Le joueur pourra ainsi participer au mode carrière divisé en cinq sections permettant de conduire des véhicules de plus en plus puissants, ou bien rejoindre le mode multijoueur contenant différentes catégories de courses. Des rassemblements seront déverrouillés au fil de la progression du joueur, lui permettant de participer à d'autres épreuves. À noter que la version VIP du jeu permet aux joueurs de gagner 2x les crédits prévus initialement. Ce qui, bien sûr, accélère considérablement la progression dans le jeu.

## Accueil
- Canard PC : 6/10[1]
- Gameblog : 8/10[2]